# 諸葛顯
诸葛显（？—？），琅邪郡阳都县（今山东省沂南县）人，诸葛瑾曾孙，诸葛攀之子。

## 生平
曹魏咸熙元年（264年），曹魏将蜀汉官员宗预、廖化、诸葛显、诸葛京等人以及蜀汉百姓三万家东迁到关中的河东郡，朝廷免掉他们二十年的田租。
东晋时期，王羲之曾在建邺见过诸葛显，曾经详细询问蜀中的事情，诸葛显回答说：“成都的城池、门屋、楼观等建筑都是秦时期司马错所修造的。”